# Tomáš Špidlík
Tomáš Špidlík, född 17 december 1919 i Boskovice, död 16 april 2010 i Rom, var en tjeckisk kardinal. År 1998 mottog han Tomáš Garrigue Masaryk-orden, en av Tjeckiens högsta utmärkelser.

## Biografi
Tomáš Špidlík studerade filosofi vid Brnos universitet och inträdde i Jesuitorden år 1940. Han prästvigdes den 22 augusti 1949. Senare studerade han i Maastricht samt vid Påvliga Orientaliska Institutet i Rom, där han år 1955 blev doktor i teologi. Špidlík kom att vara själasörjare vid Påvliga tjeckiska prästseminariet i 38 år.
Den 21 oktober 2003 upphöjde påve Johannes Paulus II Špidlík till kardinaldiakon med Sant'Agata dei Goti som titeldiakonia. Špidlík fick dispens från kravet på biskopsvigning.
Kardinal Špidlík avled i Rom 2010 och är begravd i basilikan helgad åt Jungfru Marie himmelsfärd och de heliga Kyrillos och Methodios i Velehrad.